# Савез хокеја на леду Немачке
Савез хокеја на леду Немачке, ДЕБ (шп. Deutscher Eishockey-Bund, DEB) кровна је спортска организација задужена за промоцију и организацију аматерских и професионалних такмичења у хокеју на леду на подручју Савезне Републике Немачке.
Савез је пуноправни члан Међународне хокејашке федерације (ИИХФ) од 19. септембра 1909. године. 
Седиште Савеза налази се у главном граду Баварске Минхену.

## Историја
Хокеј на леду на подручју Немачке почиње да се крајем  и почетком XX века највероватније на подручју око града Берлина. Забележено је да су се игре сличне хокеју играле на залеђеној површини језера Халенси у Берлину у зиму 1897. године. Сама игра је много више сличила хокеју са лоптом (или бендију), а такмичили су се студенти локалних берлинских универзитета. 
Године 1901. у Берлину је основан први клуб задужен искључиво за овај спорт Berliner Schlittschuhclub. Убрзо су и у осталим већим градовима почела да ничу слична удуружења. Захваљујући великој популарности, хокеј на леду је као спорт уврштен у програм деловања Немачког савеза спортова на леду 1908. године. ДЕВ као представник немачког хокеја на леду постаје пуноправним чланом ЛИХГ-а 19. септембра 1909. Немачка је тако постала 6. пуноправна чланица ове организације. 
На нивоу Берлина се 1910. играла градска лига у којој је учествовало 10 екипа. Исте године репрезентација је дебитовала на континенталном првенству одржаном у швајцарском Лес Авану. Прво национално првенство је одржано 1912, а титулу је освојио ХК Берлинер СЦ.
По окончању Првог светског рата немачки савез је 1920. искључен из чланства у ИИХФ, па самим тим ни репрезентација ни клубови из земље нису имали право учешћа на такмичењима под ингеренцијом овог савеза. До поновног пријема у чланство дошло је 11. јануара 1926. на иницијативу ДЕВ-а, али и уз подршку суседних савеза. Немачки тим је тако стекао право учешћа на првенству Европе 1927. године. 
У периоду до 1940. и до почетка Другог светског рата, немачки хокеј је доживљавао велике успехе. На ЗОИ 1932. у Лејк Плесиду репрезентација је освојила бронзану медаљу. Две године раније освојена је и титула првака Европе (а потом и 1934).
Због ситуације у земљи након Другог светског рата немачки савез је у априлу 1946. поново суспендован из чланства у ИИХФ. На подручју Источне Немачке оснива се посебна и независна хокејашка организација која је деловала под окриљем Савеза спортова на леду ДДР-а основаној 31. августа 1948. године. 
Савезна Република Немачка (или Западна Немачка) поново постаје чланом ИИХФ 10. марта 1951. године као наследница ранијег немачког савеза, док је ДЕВ ДДР у чланство примљен 9. јуна 1954. године. 
Савез хокеја на леду Немачке ДВБ иступа из чланства у ДЕВ и организује се као независна спортска институција намењена искључиво хокеју на леду 16. јуна 1963. године.
На подручју Источне Немачке одмах по оснивању Савеза почињу и да се одржавају прва хокејашка такмичења, а прво национално првенство одржано је у зиму 1948/49. Елитна оберлига формирана је 1951. уз учешће 7 клубова. Источнонемачки хокејашки савез престао је да постоји 1990. након формалног уједињења ДДР-а са Западном Немачком. 

## Савез у бројкама
Према подацима ИИХФ, на подручју Немачке је 2013. регистровано укупно 34.256 играча хокеја на леду. Од тога броја њих 12.700 се такмичило у сениорској (9.586 мушкараца и 3.114 жена), а 21.556 у јуниорској конкуренцији. Лиценцу судијске организације поседовало је 209 арбитара.
Хокејашка инфраструктура у земљи је у изванредном стању и у готово сваком већем насељу постоји ледена дворана стандардних димензија терена. Постоји укупно 201 ледена дворана и 45 отворених терена. 